# Stenoxia unifacta
Stenoxia unifacta är en fjärilsart som beskrevs av Dyar 1914. Stenoxia unifacta ingår i släktet Stenoxia och familjen nattflyn. Inga underarter finns listade i Catalogue of Life.